# Skillingmarks kyrka
Skillingmarks kyrka är en kyrkobyggnad som tillhör Järnskog-Skillingmarks församling i Karlstads stift. Kyrkan ligger i kyrkbyn Skillingsfors i Eda kommun.

## Medeltidskyrkan
Föregående kyrka i socknen var en medeltida träkyrka som låg på Klevene udde några kilometer norr om nuvarande kyrkplats. En arkeologisk utgrävning genomfördes 1955 då grunden blottlades till en liten kyrka som hade långhus och ett kvadratiskt kor. Vid gamla kyrkplatsen står numera en minnessten.

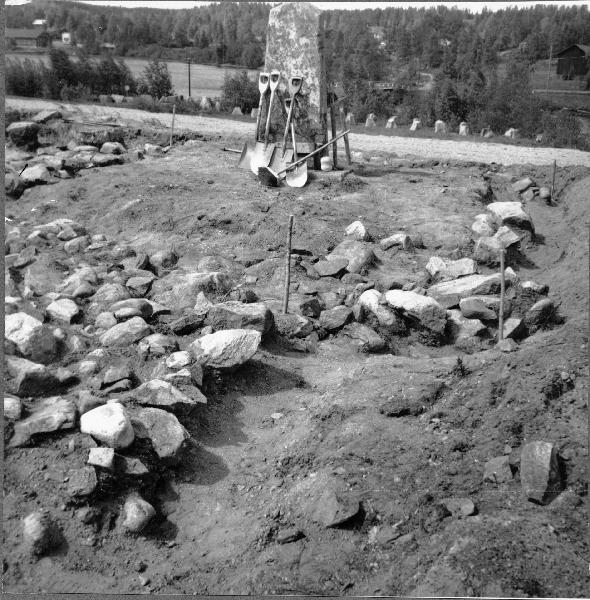
Bild från utgrävningen av gamla kyrkplatsen 1955.
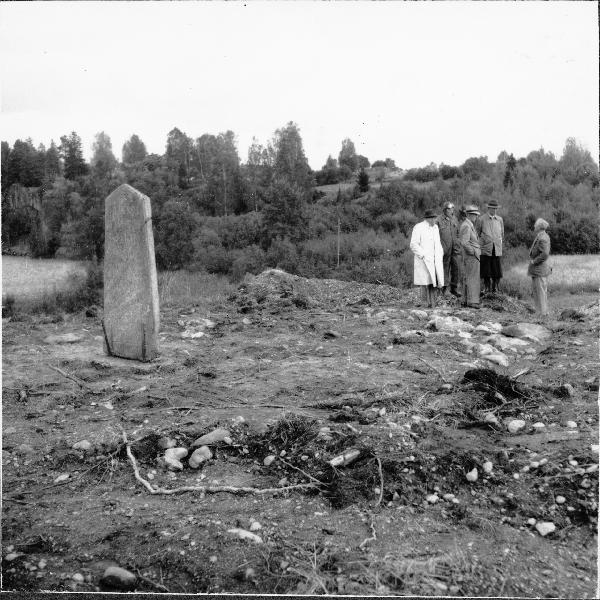
Bild från utgrävningen av gamla kyrkplatsen 1955.
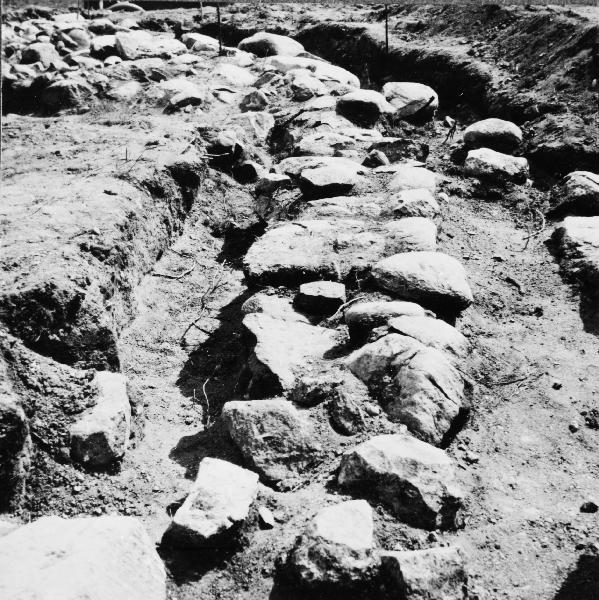
Bild från utgrävningen av gamla kyrkplatsen 1955.

## Nuvarande kyrka
Nuvarande träkyrka uppfördes åren 1689-1690 och invigdes 1 juni 1690. Troligen genomfördes invigningen av biskop Erlandus Svenonis Broman. Från början var kyrkan helt spånklädd och hade ett brantare långhustak. I väster fanns ett lägre kyrktorn och i öster ett tresidigt kor. Enligt uppgifter målades kyrkan invändigt år 1705 av mäster Lars Märling. Kyrkan började sjunka och 1755 rätades den upp och renoverades av mäster Anders Haller.

### Ombyggnader på 1800-talet
Även år 1811 genomfördes reparationer. På 1840-talet förstorades kyrkans fönster och kyrkorummet fick en läktare i väster. På 1880-talet genomfördes en ombyggnad under ledning av den norske byggmästaren Martin Johnsen från Nes i Romerike. Kyrkan fick då sitt nuvarande utseende. Koret byggdes om och blev rakt avslutat. Sakristian flyttades från norra väggen till ett utrymme öster om koret. Spetsbågiga fönster sattes in och ytterväggarnas spånbeklädnad ersattes med ljust målad träpanel. Tidigare branta yttertak byttes ut mot ett flackare tak som belades med skiffer.

### Ombyggnader på 1900-talet
1939 genomfördes en renovering under ledning av arkitekt Einar Lundberg då sakristian i öster byggdes om till en absid där altaret med altaruppsats placerades. Vid norra väggen uppfördes en ny sakristia. I korets södra del inrättades en dopplats. År 1956 ersattes tidigare varmluftsanläggning med elvärme och bänkvärmare. Åren 1977-1978 renoverades interiören under ledning av arkitekt Jerk Alton. Kyrkorummet fick en ny färgsättning. Altaret lösgjordes från altaruppsatsen och flyttades fram. 1994 målades fasaderna om.

## Inventarier
- En dopfunt av täljsten är från 1200-talet.
- Predikstolen med åttakantig korg är byggd 1703 och har en baldakin som tillkom vid renoveringen 1939.
- Altaruppsatsen är tillverkad vid början av 1700-talet av bildhuggaren Anders Falk.

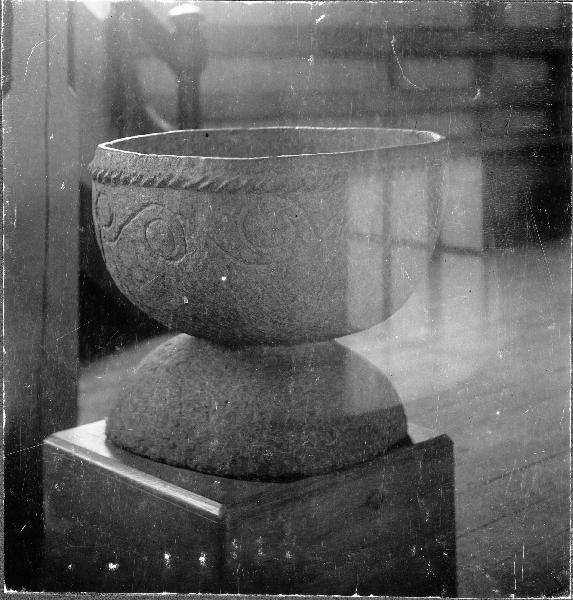
Dopfunt i täljsten från 1200-talet.
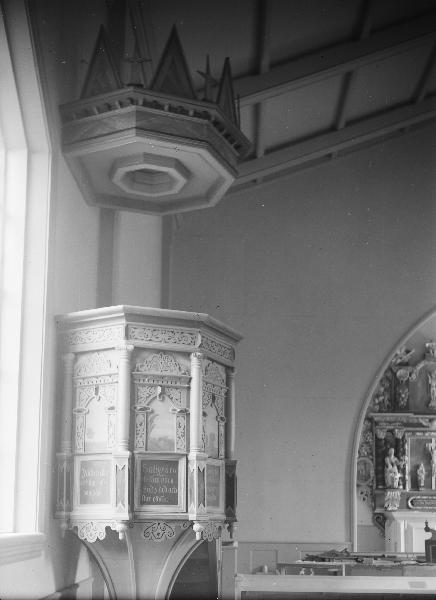
Bild på predikstolen.
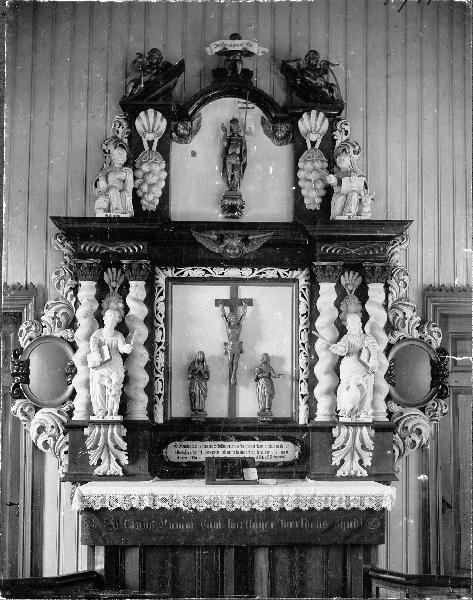
Bild på altaruppsatsen.

### Orgel
- 1889 blev orgeln i senklassicistiskt utförande byggd med 5 stämmor och en manual  av E. A.Setterquist & Son, Örebro. Den blev besiktigad med vitsord den 15 februari 1890 av Claes Wilhelm Rendahl, domkyrkoorganist i Karlstad.[1] Orgeln blev ombyggd 1958 till fjorton stämmor av Werner Bosch Orgelbau. Orgeln är mekanisk och den andra manualens stämmor härstammar från 1889 års orgel.

| Ryggpositiv I   | Huvudverk II   | Pedal        | Koppel |
| Gedakt 8’       | Principal 8’   | Subbas 16’   | I/P    |
| Princial 4’     | Rörflöjt 8’    | Gedackt 8’   | II/P   |
| Gedacktflöjt 4’ | Oktava 4’      | Principal 4' | II/I   |
| Gemshorn 2’     | Superoktava 2’ |              |        |
| Kvinta 1 1⁄3’   | Mixtur 3 ch    |              |        |
| Scharf 2 ch     |                |              |        |